# Godfried Danneels
Godfried kardinál Danneels (4. června 1933, Kanegem – 14. března 2019, Mechelen) byl belgický římskokatolický kněz, bývalý primas Belgie , kardinál.

## Kněz
Studoval na Katolické univerzitě v Lovani, kněžské svěcení přijal 17. srpna 1957. Na Papežské univerzitě Gregoriana získal v roce 1959 doktorát z teologie. Přednášel teologii v semináři v Brugách a později také v Lovani. Je autorem řady teologických publikací.

## Biskup
Biskupem v Antverpách byl jmenován 4. listopadu 1977, biskupské svěcení přijal 19. prosince téhož roku, světitelem byl kardinál Léon-Joseph Suenens. Poté, co tento dovršil kanonický věk a odešel na odpočinek, Danneelse papež Jan Pavel II. jmenoval arcibiskupem arcidiecéze Brusel-Mechelen a primasem Belgie. Stal se rovněž předsedou Belgické biskupské konference.
Před několika lety se na veřejnost dostaly nahrávky, které dokazují, že se jako primas Belgie pokoušel ututlat sexuální zneužívání páchané biskupem Vangheluwe.

## Kardinál
Při konzistoři 2. února 1983 ho Jan Pavel II. jmenoval kardinálem. Na odpočinek odešel 18. ledna 2010, jeho nástupcem ve funkci bruselského arcibiskupa se stal André-Mutien Léonard. V červnu 2013 dovršil 80 let a nemohl se tak účastnit příštího konkláve.